# Сера Сан Франческо (Потенца)
Сера Сан Франческо (итал. Serra San Francesco) је насеље у Италији у округу Потенца, региону Базиликата.
Према процени из 2011. у насељу је живело 2 становника. Насеље се налази на надморској висини од 650 м.